# Amata Coleman Radewagen

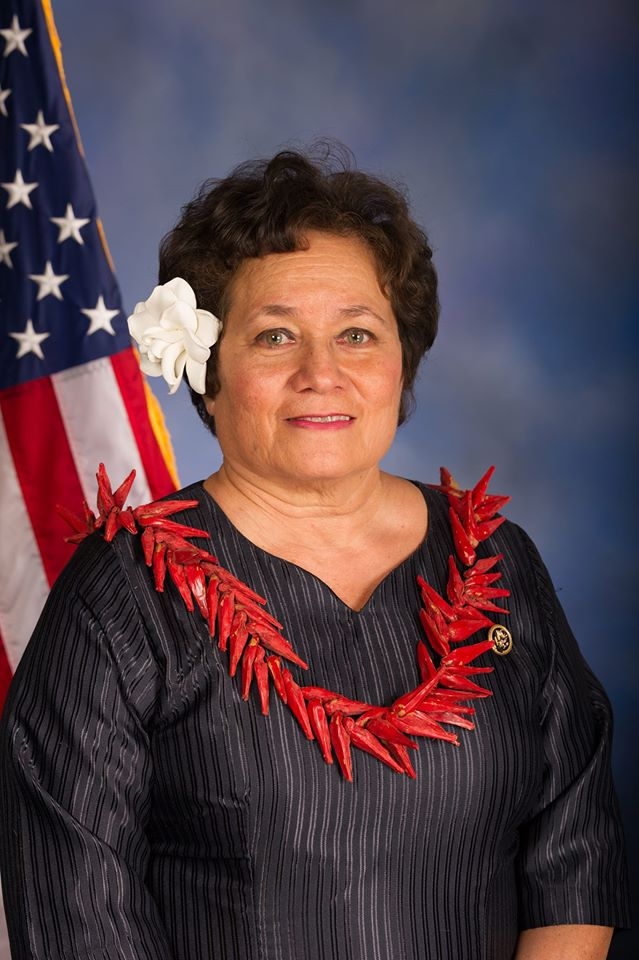
Amata Coleman Radewagen (2015)

Aumua Amata Catherine Coleman Radewagen (* 29. Dezember 1947 in der Washington, D.C.) ist eine US-amerikanische Politikerin der Republikanischen Partei. Seit Januar 2015 ist sie die nicht stimmberechtigte Delegierte des US-amerikanischen Außengebietes Amerikanisch-Samoa im Repräsentantenhaus der Vereinigten Staaten.

## Werdegang
Amata Radewagen ist das vierte von 13 Kindern von Peter Tali Coleman (1919–1997), der zwischen 1956 und 1993 drei Mal Gouverneur von Amerikanisch-Samoa war. Sie besuchte die Sacred Hearts Academy in Honolulu und studierte danach bis 1975 an der University of Guam, wo sie einen Bachelor of Science erlangte. Außerdem war sie an der George Mason University in Fairfax (Virginia) und der Loyola Marymount University in Los Angeles eingeschrieben. In den folgenden Jahren war sie unter anderem im Journalismus tätig.
Coleman Radewagen ist mit Fred Radewagen verheiratet und hat drei erwachsene Kinder mit ihm.

## Politik
Politisch schloss sie sich der Republikanischen Partei an. Zwischen 1997 und 1999 gehörte sie zum Stab des Kongressabgeordneten Phil Crane aus Illinois, von 1999 bis 2003 war sie in gleicher Funktion für J. C. Watts tätig, der den Staat Oklahoma im Kongress vertrat. Seit 1994 kandidierte Radewagen bei jeder Kongresswahl für den Posten der Kongressdelegierten für Amerikanisch-Samoa. Im Jahr 2014 war dieses Vorhaben erstmals von Erfolg gekrönt. Am 3. Januar 2015 löste sie den Demokraten Eni Faleomavaega als Delegierten ab. Sie konnte alle folgenden drei Wahlen in den Jahren 2016 bis 2022 ebenfalls gewinnen und kann ihr Amt dadurch bis heute ausüben. Ihre aktuelle Legislaturperiode im Repräsentantenhaus des 118. Kongresses läuft noch bis zum 3. Januar 2023.

### Ausschüsse
Sie ist aktuell Mitglied in folgenden Ausschüssen des Repräsentantenhauses:
- Committee on Natural Resources
  - For Indigenous Peoples of the United States
  - Water, Oceans, and Wildlife
- Committee on Veterans’ Affairs
  - Health
  - Oversight and Investigations

Des Weiteren ist sie Co-Vorsitzende im Pacific Islands Caucus und Mitglied im Visit the Pacific Islands Caucus.